# Plectromerus ornatus
Plectromerus ornatus là một loài bọ cánh cứng trong họ Cerambycidae.